# Saison 20 d'Inspecteur Barnaby
Chronologie
Saison 19 Saison 21
Cet article présente la vingtième saison de la série télévisée Inspecteur Barnaby.

## Synopsis
L'inspecteur Barnaby et le sergent Jamie Winter font toujours équipe pour résoudre les enquêtes du comté de Midsomer. Ils sont épaulés par le Dr Fleur Perkins, médecin légiste, qui remplace le Dr Kam Karimore.

## Distribution
Acteurs principaux
- Neil Dudgeon : Inspecteur John Barnaby

## Liste des épisodes
1. La Légende du frère Jozef
2. L'Effet papillon
3. La Femme interdite
4. Les Lions de Causton
5. Jusqu'à ce que le meurtre nous sépare
6. Faites entrer les clowns

### Épisode 1:La Légende du frère Jozef
- Royaume-Uni : 10 mars 2019
- France : 30 décembre 2018

- Royaume-Uni :
- France : 3,20 millions de téléspectateurs[1]

### Épisode 2:L'Effet papillon
- Royaume-Uni : 17 mars 2019
- France : 6 janvier 2019

- Royaume-Uni :
- France : 3,63 millions de téléspectateurs[2]

### Épisode 3:La Femme interdite
- Royaume-Uni : 19 mai 2019
- France : 13 janvier 2019

- Royaume-Uni :
- France : 3,42 millions de téléspectateurs[3]

### Épisode 4:Les Lions de Causton
- Royaume-Uni : 26 août 2019
- France : 20 janvier 2019

- Royaume-Uni :
- France : 3,23 millions de téléspectateurs[4]

### Épisode 5:Jusqu'à ce que le meurtre nous sépare
- Royaume-Uni : 6 janvier 2020
- France : 27 janvier 2019

- Royaume-Uni :
- France : 3,72 millions de téléspectateurs[5]

### Épisode 6:Faites entrer les clowns
- Royaume-Uni : 14 janvier 2020
- France : 3 février 2019

- Royaume-Uni :
- France : 3,11 millions de téléspectateurs[6]